# Thorotte
Thorotte (auch Torote und Thourotte) ist eine Familie des niederen Adels der Picardie.

Wappen des Hauses Thorotte

## Geschichte
Sie tritt erstmals um 1030 als Herren von Thourotte im Département Oise in Erscheinung und fällt durch zahlreiche Verbindungen in den höheren Adel des Landes sowie durch eine Reihe von Bischöfen (Bischof von Laon, Erzbischof von Lyon, Bischof von Verdun und Bischof von Langres) auf. Die Familie starb im 17. Jahrhundert aus.

## Stammliste

### 11.–14. Jahrhundert
1. Gautier, um 1030, Seigneur de Thorotte
  1. Aleaume, Seigneur de Thorotte
    1. Guy I., Seigneur de Thorotte ; ⚭ NN, Tochter von Enguerrand I. de Coucy (Haus Boves)
      1. Roger, Seigneur de Thorotte ; ⚭ Hadevige
        1. Guy II., Seigneur de Thorotte.
        2. Jean I., Seigneur de Thorotte et de Noyon, † 1177 ; ⚭ Alix/Adèle Tochter von Robert I. Graf von Dreux (Haus Frankreich-Dreux)
          1. Jean II. Seigneur de Thorotte et de Noyon ; ⚭ Odette Dame d’Allibaudières Tochter von Guillaume I. Seigneur de Dampierre (Haus Dampierre)
            1. Guy III. (wohl der „Le Châtelain de Coucy“ genannt Troubadour, † 1202 auf dem Vierten Kreuzzug) ; ⚭ Benise.
            2. Jean III. Seigneur de Thorotte, de Noyon et d’Allibaudières ; ⚭ Luce Dame de Honnecourt et du Plessis-les-Ligny
              1. Gautier II. Seigneur de Thorotte, de Noyon, d’Allibaudières, de Honnecourt et du Plessis-les-Ligny, † 1298 ; ⚭ I Béatrix ; ⚭ II Marie Tochter von Thomas de Coucy, Seigneur de Vervins, † 1281 (Haus Boves)
                1. (I) Jean IV. Seigneur de Thorotte, d’Allibaudières, de Honnecourt et du Plessis-les-Ligny
                  1. Jean V. Seigneur de Thorotte, d’Allibaudières, de Honnecourt et du Plessis-les-Ligny, † 1335 ; ⚭ Agnès Dame de Loisy, de Cuisy et de Mondetour. – Nachkommen siehe unten
                  2. Gérard I. Seigneur du Châtelier

                2. (I) Aubert Seigneur de Châtelier ; ⚭ 18. Januar 1299 Jeanne Tochter von Guillaume I. Seigneur d’Époisses (Haus Mello)
                3. (II) Marguerite ; ⚭ Richard de Montbeliard Seigneur d’Antigny.
                4. (II) Isabeau ; ⚭ Gui de Châteauvillain Seigneur de Lusy (Maison de Broyes)

              2. Robert Bischof von Laon, (Pair de France) 1285–1297
              3. Raoul Erzbischof von Lyon
              4. Marie ; ⚭ I Jean de La Tournelle ; ⚭II 1243 Jean Graf von Rethel, † 1251 (Haus Vitri)

            3. Guillaume ; ⚭ Béatrix Dame d’Offemont Tochter von Hugues II. Seigneur de Persan (Haus Beaumont-sur-Oise)
              1. Guillaume
              2. Ansoult I. Seigneur d’Offemont ; ⚭ Marie
                1. Ansoult II. Seigneur d’Offemont ; ⚭ Jeanne
                  1. Marguerite Dame d’Offemont ; ⚭ Guy I. de Clermont, Seigneur de Breteuil, Marschall von Frankreich, X 1302 in der Sporenschlacht (Haus Clermont)
                  2. Béatrix Dame de Ronzoy ; ⚭ Guillaume Seigneur de Bailleul.
                  3. NN ; ⚭ Jean II. Seigneur de Roye (Haus Roye)

                2. Jean, Kanoniker

              3. Gautier I. oder Gaucher; ⚭ Marguerite Dame de Persan Tochter von Hugues II. Seigneur de Persan (Haus Beaumont-sur-Oise)

            4. Raoul Bischof von Verdun 1224-Mai 1245.
            5. Robert, Bischof von Langres (Pair de France) 1232 – 30. März 1240, tritt zurück, Bischof von Lüttich ab 3. August 1240; † 16. Oktober 1246.
            6. Ermengarde ; ⚭ Jean de Conty.
            7. Alix ; ⚭ NN Seigneur de Beauvais
            8. Helvide ; ⚭ Eustache II. Seigneur de Conflans (Haus Brienne).

          2. Jeanne ; ⚭ Gérard Seigneur de Ronzoy.

        3. Yves.

### 14.–17. Jahrhundert
1. Jean V. Seigneur de Thorotte, d’Allibaudières, de Honnecourt et du Plessis-les-Ligny, † 1335 ; ⚭ Agnès Dame de Loisy, de Cuisy et de Mondetour – Vorfahren siehe oben
  1. Gautier III. Seigneur de Thorotte, de Honnecourt et du Plessis-les-Ligny, † 1344 ; ⚭ Mahaud de Boulliers.
    1. Jeanne Dame de Thorotte, de Honnecourt et du Plessis-les-Ligny ; ⚭ NN Vidame de Chartres.

  2. Jean VI. Seigneur d’Allibaudières ; ⚭ Marie de Chappes
  3. Gérard II. Seigneur de Loisy, de Cuisy et de Mondetour.
    1. Jean VII. Seigneur de Loisy, de Mondetour et d’Allibaudières ; ⚭ I NN ; ⚭II Jeanne de Saint-Chéron.
      1. (I) Jean VIII. Seigneur de Thorotte, de Loisy, de Mondetour et d’Allibaudières.
        1. Gautier V. Seigneur de Thorotte, de Loisy, de Mondetour et d’Allibaudières ; ⚭ Marie Tochter von Jean I. de Craon Seigneur de Domart (Haus Craon)
          1. Jean IX. Seigneur de Thorotte, de Loisy, de Mondetour et d’Allibaudières.
            1. Gautier VI. Seigneur de Thorotte, de Loisy, de Mondetour et d’Allibaudières ; ⚭ Robine Dame de Conflans Tochter von Hugues VI. Seigneur de Conflans (Haus Brienne)
              1. Antoine Seigneur de Thorotte, de Loisy, de Mondetour et d’Allibaudières ; ⚭ Jeanne de Vaugerien.
                1. Mathieu Seigneur de Thorotte, de Loisy, de Mondetour et d’Allibaudières ; ⚭ Françoise de Luxembourg.
                  1. Claude Seigneur, dann Baron de Thorotte, Seigneur de Loisy, de Mondetour et d’Allibaudières ; ⚭ Marie de Brabant.
                    1. Olde ;  ⚭ Jean de Heudé Seigneur du Buisson.
                    2. Jaël ; ⚭ 8. August 1603 Philippe Bellenger Seigneur de La Douardière.

                  2. Marguerite ; ⚭ Jacques de Brabant Seigneur de Marault.
                  3. Isabeau ; ⚭ Claude de Baleine Seigneur de Suzémont.

      2. (I) Isabeau ; ⚭ Jean de Livrigny
      3. (II) Gautier IV. Seigneur du Châtelier ; ⚭ Jeanne Tochter von Guillaume Seigneur de Saint-Leu (Montmorency)
        1. Jacques Seigneur du Châtelier
        2. Jean
        3. Denise ; ⚭ I Guy d’Andrezel ; ⚭ II Jean de Parois ; ⚭ III Guillaume des Prez
        4. Jeanne
        5. Isabeau
        6. Catherine

    2. Marie ; ⚭ NN Seigneur de Broyes

  4. Roberte ; ⚭ Pierre de Cramailles Seigneur de Saponay

## Weblink
- http://web.genealogies.free.fr/Les_dynasties/Les_dynasties_celebres/France/Dynastie_de_Torote.htm